# Mirror (The Rapture)
Mirror è il primo album in studio del gruppo musicale statunitense The Rapture, pubblicato nel 1999.

## Tracce
1. In Finite Clock! – 0:42
2. Notes>>> – 2:14
3. Olio – 3:41
4. Frames Frames Frames – 1:33
5. Mirror – 5:06
6. Alienation – 4:47
7. Dusk at Maureen's – 1:50
8. In Love With the Underground (Kid606 Mix) – 4:39